# Świętoszówka

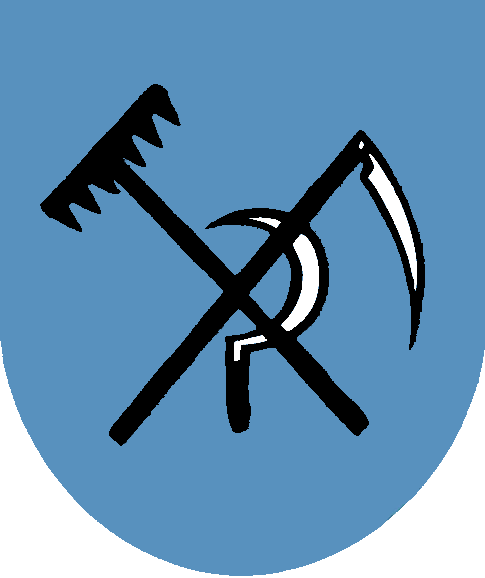
Nieoficjalny herb wsi Świętoszówka

Świętoszówka (cz. Svěntošůvka, niem. Swientoschuwka) – wieś w Polsce położona w województwie śląskim, w powiecie bielskim, w gminie Jasienica, na Śląsku Cieszyńskim. Powierzchnia sołectwa wynosi 150,6 ha, a liczba ludności 609, co daje gęstość zaludnienia równą 404,4 os./km².

## Historia
Miejscowość została prawdopodobnie po raz pierwszy wzmiankowana w dokumencie protekcyjnym biskupa wrocławskiego Wawrzyńca z dnia 25 maja 1223 roku wydanym na prośbę księcia opolsko-raciborskiego Kazimierza dla klasztoru premonstrantek w Rybniku, w którym to wymieniono około 30 miejscowości mających im płacić dziesięcinę. Pośród 14 miejscowości kasztelanii cieszyńskiej wymieniony jest również Suenschi(e)zi, które można identyfikować ze Świętoszówką. Nazwa może pochodzić od osadnika Świętosza. Wieś politycznie znajdowała się początkowo w granicach piastowskiego (polskiego) księstwa opolsko-raciborskiego. W 1290 w wyniku trwającego od śmierci księcia Władysława opolskiego w 1281/1282 rozdrobnienia feudalnego tegoż księstwa powstało nowe księstwo cieszyńskie, w granicach którego znalazła się również Świętoszówka. Od 1327 księstwo cieszyńskie stanowiło lenno Królestwa Czech, a od 1526 roku w wyniku objęcia tronu czeskiego przez Habsburgów wraz z regionem aż do 1918 roku w monarchii Habsburgów (potocznie Austrii).
Według austriackiego spisu ludności z 1900 w 26 budynkach w Świętoszówce (bez Bierów) na obszarze 150 hektarów (według spisu z 1910) mieszkało 240 osób, co dawało gęstość zaludnienia równą 160 os./km². z tego 220 (91,7%) mieszkańców było katolikami a 20 (8,3%) ewangelikami, 228 (95%) było polsko- a 8 (3,3%) niemieckojęzycznymi. Do 1910 roku liczba mieszkańców wzrosła do 251 osób.
Po zakończeniu I wojny światowej tereny, na których leży miejscowość - Śląsk Cieszyński stał się punktem sporu pomiędzy Polską i Czechosłowacją. W 1918 roku na bazie Straży Obywatelskiej miejscowi Polacy utworzyli lokalny oddział Milicji Polskiej Śląska Cieszyńskiego, który podlegał organizacyjnie 14 kompanii w Skoczowie.
W latach 1975–1998 miejscowość położona była w województwie bielskim.

## Kościół
Na terenie Świętoszówki działalność duszpasterską prowadzą następujące Kościoły:
- Kaplica ewangelicko-augsburski (filiał parafii w Jaworzu)
- Kościół rzymskokatolicki (filiał parafia św. Bartłomieja w Grodźcu)

## Transport
Przez wieś przebiega droga ekspresowa S52 (Bielsko-Biała - Cieszyn).

## Galeria

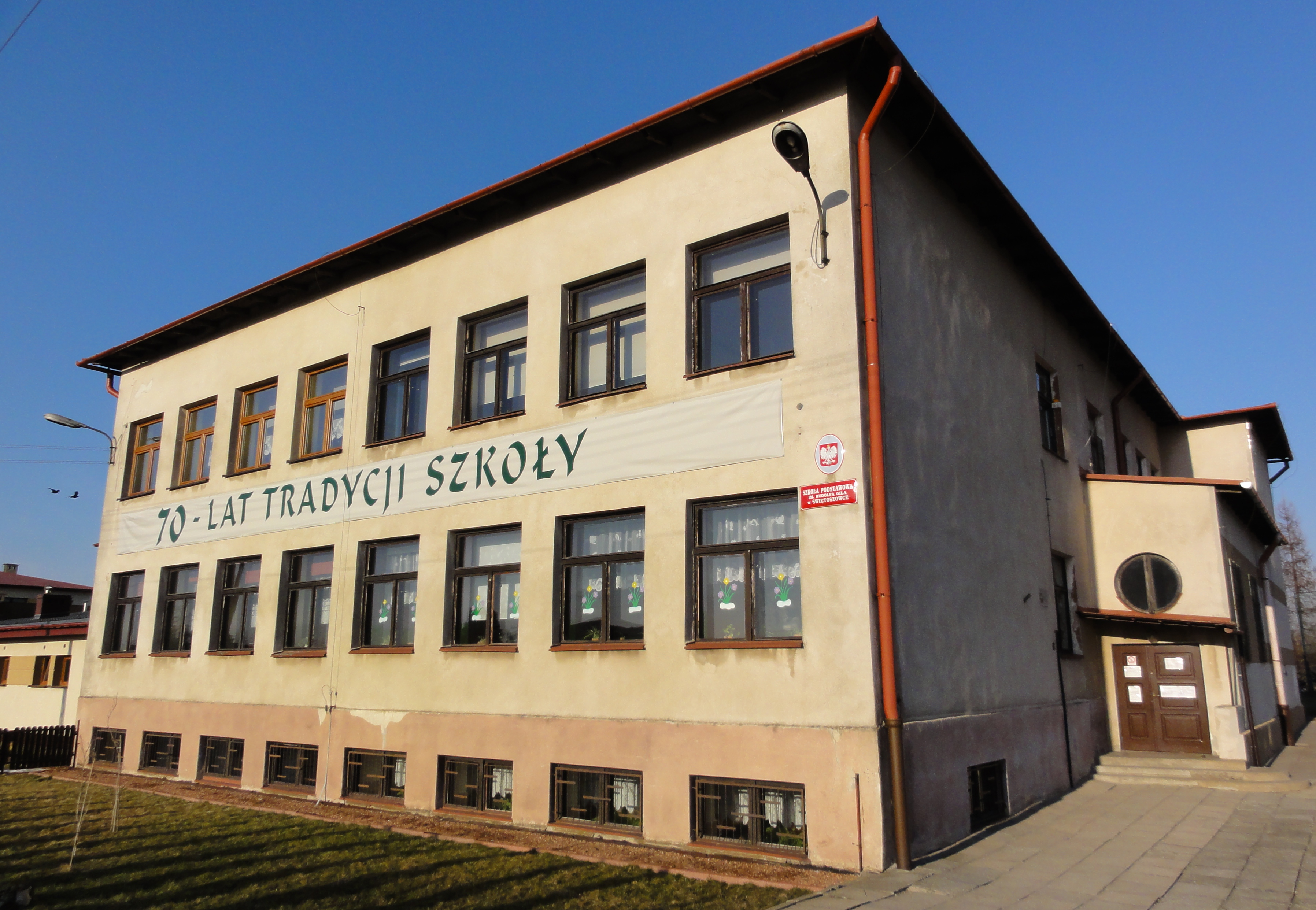
Szkoła Podstawowa im. Rudolfa Gila
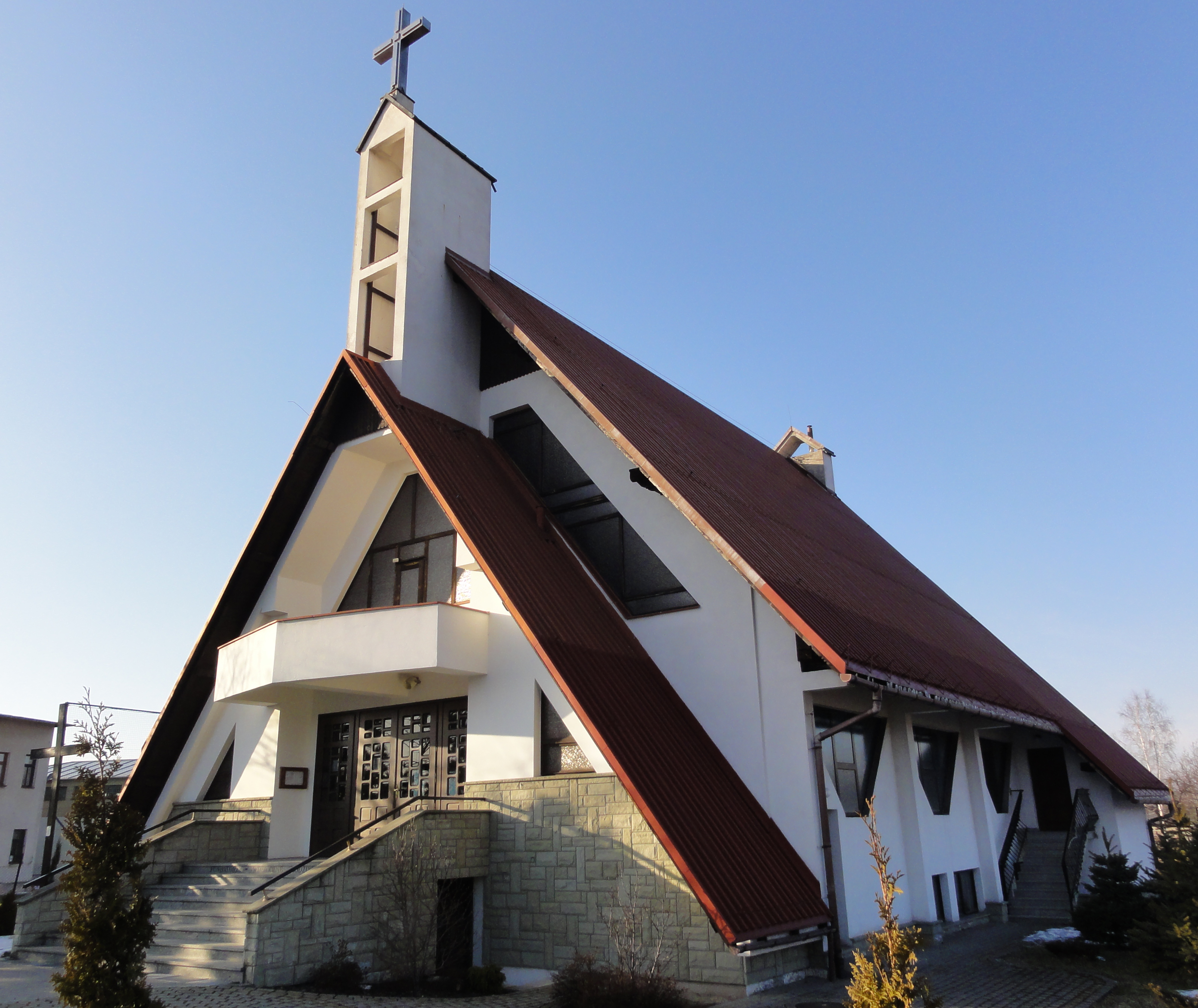
Kościół pw. Ducha Świętego
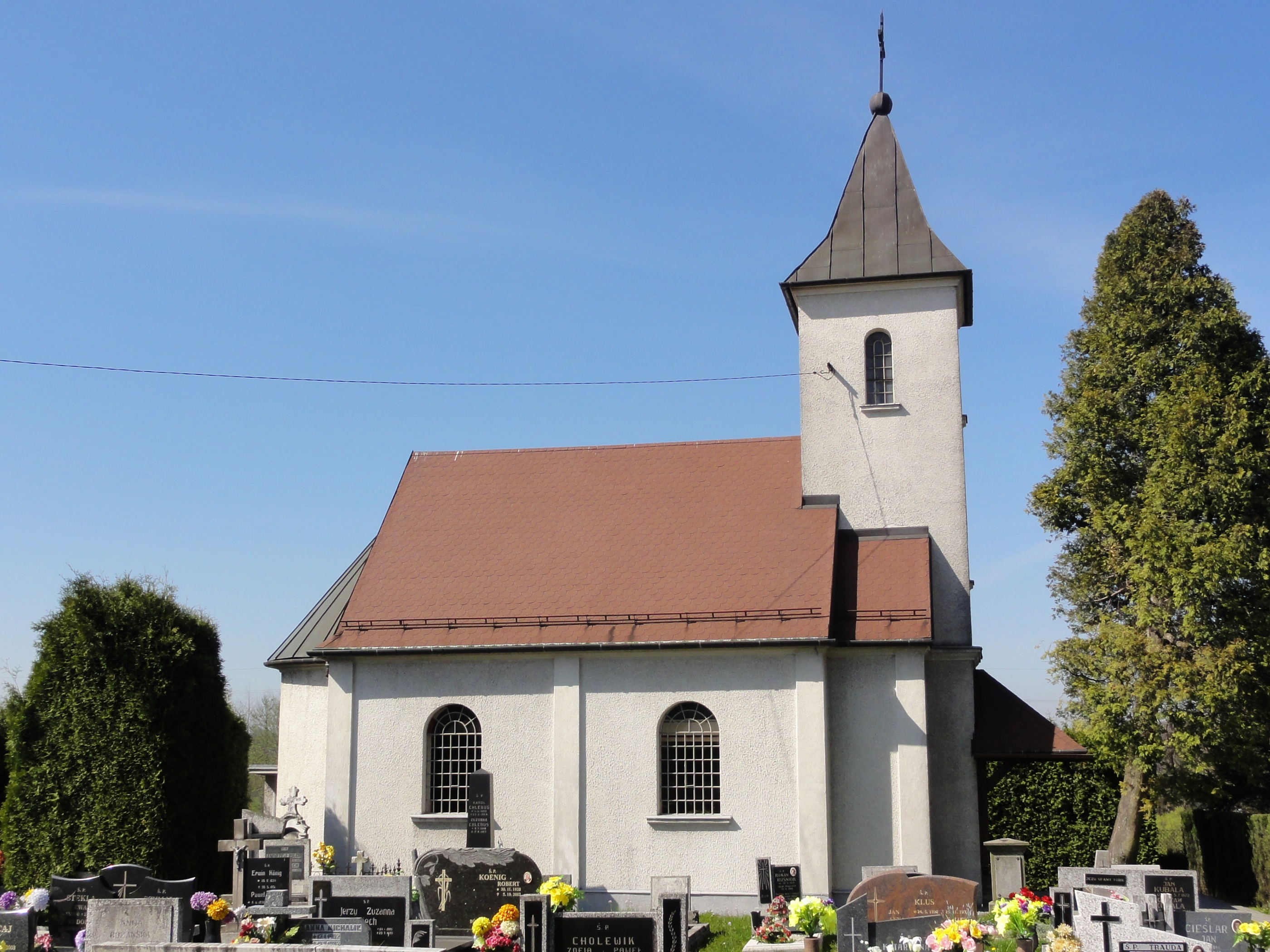
Kaplica ewangelicko-augsburska
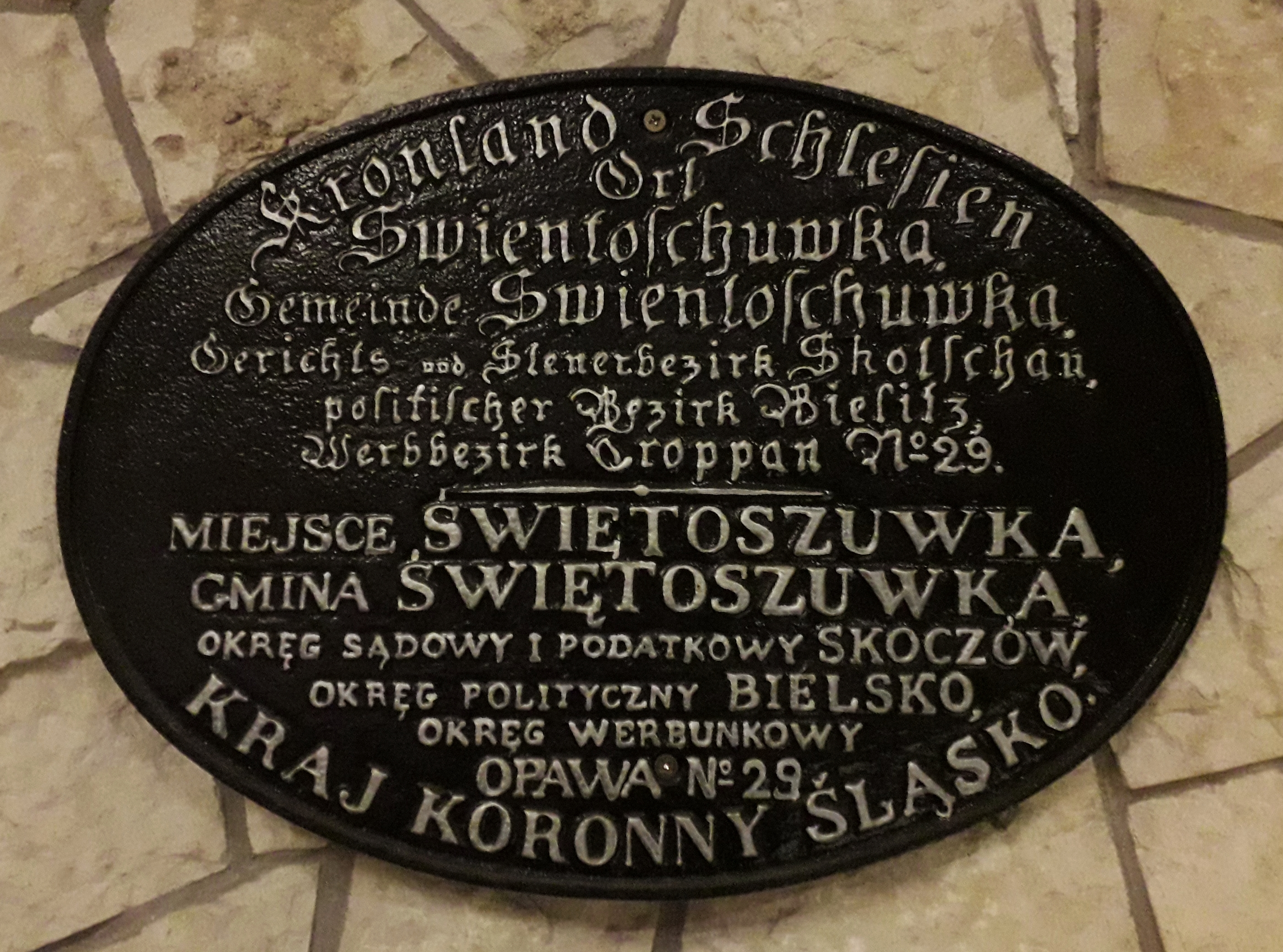
Szyld z czasów austriackich w restauracji "Dwór Świętoszówka"